# Landschaftsschutzgebiet Egelser Wald und Umgebung
Das Landschaftsschutzgebiet Egelser Wald und Umgebung ist ein Landschaftsschutzgebiet im Landkreis Aurich des Bundeslandes Niedersachsen. Es trägt die Nummer LSG AUR 00007.

## Beschreibung des Gebiets
Das 1966 ausgewiesene Landschaftsschutzgebiet umfasst eine Fläche von 8,7 Quadratkilometern und liegt nördlich Wohnplätze Sandkrug und Osterfeld östlich von Egels. Es besteht zum großen Teil aus Mischwaldflächen eingenommen, die einer forstwirtschaftlichen Nutzung unterliegen. Im Bereich Westermoor  gibt es reine Wirtschaftsflächen (Grünland, Acker) mit intensiven Nutzungsmerkmalen.
Das Gebiet ist nach Erkenntnissen des Landkreises Aurich eine „Zusammenhängende Waldfläche mit Naherholungsfunktion (Erholung durch Natur) im Nahbereich der Stadt Aurich, Regenerationsraum für Arten und Lebensgemeinschaften“ sowie „Vernetzungs- und Pufferungsraum zum Osteregeiser Moor.“

## Schutzzweck
Genereller Schutzzweck sind der „Belebung und Strukturierung des Landschaftsbildes sowie Erhalt und Wiederherstellung seines Charakters.“